# Mr. Eko
Mr. Eko egy szereplő az ABC sorozatában, a Lost-ban. Adewale Akinnuoye-Agbaje játssza.

## Életrajz

### A repülőgép lezuhanása előtt
Gyermekkorában betört egy raktárba, hogy élelmet adjon öccsének, de egy apáca rajta kapja őket ezért gyónásra kényszerítti, majd később arra kényszerül, hogy embert öljön, mert csak így tudja megmenteni kisöccsét, Yemi-t. Egy alvilági banda veszi karjába, köztük nő fel. Felnőttként drogdílernek áll. Öccsétől, Yemitől kiköveteli, hogy szentelje pappá, mivel csak így tudja repülőgépen kicsempészni az országból a Mária-szobrokba rejtett heroint. A felszállás előtt azonban társa elárulja őt, és nem engedi fel a gépre, viszont elviszi magával a meglőtt Yemit. Eko ezután papnak áll, de ezt is csak azért teszi, hogy álcázza igazi tevékenységeit.

### A szigeten

#### Második évad
Az első éjszakán megpróbálják magukkal hurcolni a Többiek, de ő megöli egyiküket. Ezután 40 napos szótlanságot fogad. Készít magának egy botot, amire bibliai idézeteket vés fel.
Miután társaival eljutottak a géptörzs túlélőinek táborába, megtalálja Charlie Mária-szobrát. Elindulnak a gépet megkeresni, de a dzsungelben rájuk támad a szörny, viszont az utolsó pillanatban megáll Mr. Eko előtt és utána visszamegy a dzsungelbe. Később megtalálják a repülőgépet vele együtt Yemi holttestét. Elveszi a keresztet Yemi-től, felgyújtja a gépet és visszamegy a táborba Charlie-val.
Charlie segítségével elkezd építeni egy templomot. Ám napokkal később Yemi megjelenik neki egy látomásban a Hattyú állomáson, és a gépnél beírja egy olyan billentyűzetbe a számokat, ahol kérdőjelek vannak a számok és betűk helyett, majd visszapörög a számláló amelyen szintén kérdőjelek vannak. Elmondja, hogy most Johnnak szüksége van rá, hogy megfejtse a kérdőjel lényegét. a bunkerben végzett munka (a gomb megnyomása) most fontosabb. Locke azonban elhatározza, hogy kideríti, mi történik, ha a gombot nem nyomják meg, ezért Desmond-dal kizárják Ekot a bunkerből. Eko dinamittal próbálja kirobbantani a csapóajtót, de sikertelenül. Ő is a bunkerben van, amikor az egész felrobban.

### Harmadik évad
A robbanást szerencsésen túléli, ám egy jegesmedve magával hurcolja a barlangjába. Locke-nak köszönhetően megmenekül. Ezután több napig fekszik kábultan, míg egy nap újból megjelenik előtte Yemi, aki arra szólítja fel, gyónja meg tetteit.
Eko elindul a csempészrepülőgép irányába, ahol Yemi holtteste van. Észreveszi, hogy a "szörny" követi őt. A repülőgéphez érve megdöbbenve veszi tudomásul, hogy Yemi teste eltűnt. Nem sokkal később a "szörny" Yemi alakjában jelenik meg előtte, de mivel Eko nem hajlandó meggyónni bűneit, végez vele. Mielőtt meghal, még halkan odasúgja Lockenak: "most ti következtek."